# L'Homme-Mouche
L'Homme-Mouche er en fransk stumfilm fra 1902 af Georges Méliès.